# The Real Testament
The Real Testament è l'album di debutto sotto major del rapper Plies uscito il 7 agosto 2007 negli stati Uniti d'America. L'album gode della partecipazione di artisti come Akon, T-Pain e Tank.

## Vendite e posizioni in classifica
L'album in un primo momento doveva chiamarsi "The Real Nigga Bible", ma venne cambiato in "The Real Testament" per scopi commerciali.
Inoltre, l'album uscì in cinque diverse edizioni contenenti alcuni bonus track, ed uscì anche in versione clean, senza contenuti espliciti ed allusioni sessuali.
La copertina originale dell'album mostrava Plies con uno spinello nella sua bocca, ma in seguito venne modificata.
Il 25 settembre 2007 su iTunes venne resa disponibile la versione strumentale dell'album.
"The Real Testament" nella prima settimana ha venduto 96 000 copie, posizionandosi alla numero due della classifica Billboard 200. Nella settimana successiva l'album si è posizionato alla numero nove.. Nella terza settimana l'album ha venduto 27 000 copie, passando dalla posizione numero nove alla ventuno. Dal 1º giugno 2008, l'album è stato certificato d'oro dalla RIAA. Inizialmente l'album non aveva fruttato bene, ma dopo l'uscita del secondo singolo, "Hypnotized", ha conquistato un notevole credito.

## Singoli
Il primo singolo dell'album, che vede la luce il 20 aprile 2007, è "Shawty" con la collaborazione di T-Pain, prodotto da Drumma Boy e Ensayne. Il brano si è posizionato alla numero nove nella classifica Billboard Hot 100.
Il secondo singolo è "Hypnotized", uscito l'11 settembre 2007 e posizionatosi alla numero 14 della Billboard Hot 100, con la collaborazione di Akon.
Il terzo singolo in un primo momento doveva essere il brano "You" con Tank, ma dopo Plies decise di far diventare singolo il brano "I Am the Club" prodotto da J.R. Rotem ed uscito nel febbraio 2008.

## Track listing
La seguente track list è stata confermata il 7 agosto 2007.
| #  | Titolo                         | Compositore\i                                          | Produttore\i                 | Collaboratore\i | Durata |
| -- | ------------------------------ | ------------------------------------------------------ | ---------------------------- | --------------- | ------ |
| 1  | "The Real Testament (Intro)"   | A. Martin, G. Wegans, R. Levatte                       | Papa Duck                    |                 | 2:09   |
| 2  | "100 Years"                    | T. Sewell                                              | Midnight Black               |                 | 3:50   |
| 3  | "I Kno U Workin'"              | H. Willingham, R. Graham, R. Levatte                   | Hen & Ro/Hall Of Tunez, Inc. |                 | 4:16   |
| 4  | "On My Dick"                   | B. Long                                                | Gold Ru$h                    |                 | 3:54   |
| 5  | "1 Mo Time"                    | J. Rotem                                               | J.R. Rotem                   |                 | 3:47   |
| 6  | "I Am the Club"                | J. Rotem                                               | J. R. Rotem                  |                 | 3:44   |
| 7  | "Runnin' My Momma Crazy"       | A. Martin, D. Valbrum, J. Valbrun, R. Levatte          | DVS                          |                 | 4:15   |
| 8  | "Shawty"                       | C. Gholson, E. Del-Barrio, F. Miles, F. Najm, V. White | Drumma Boy & Ensayne         | T-Pain          | 4:15   |
| 9  | "Friday"                       | E. Coomes, J. Rotem                                    | J. R. Rotem                  |                 | 3:39   |
| 10 | "Goons Lurkin'"                | T. Sewell                                              | Midnight Black               |                 | 3:52   |
| 11 | "Kept It Too Real"             | Caesar, T. Jr.                                         | The Beat Eaters              |                 | 4:55   |
| 12 | "You"                          | J. Eperson, P. Lawrence                                | Jay E                        | Tank            | 3:38   |
| 13 | "Money Straight"               | H. Willingham, R. Graham, R. Levatte                   | Hen & Ro/Hall Of Tunez, Inc. |                 | 4:23   |
| 14 | "Hypnotized"                   | A. Thiam                                               | Akon                         | Akon            | 3:09   |
| 15 | "Murkin' Season"               | H. Willingham, R. Graham, R. Levatte                   | Hen & Ro/Hall Of Tunez, Inc. |                 | 3:49   |
| *  | "Got 'Em Hatin' [Bonus Track]" |                                                        | Nitti                        |                 | 3:50   |
| *  | "Bid Long [Bonus Track]"       |                                                        | Bei Maejor                   |                 | 4:08   |
| *  | "Water [Bonus Track]"          |                                                        | DJ Nasty & L.V.M             |                 | 3:28   |
| *  | "Ain't Slippin' [Bonus Track]" |                                                        | Hen & Ro/Hall Of Tunez, Inc. | 4orty           | 3:38   |

## Critica
| Recensione su   | Giudizio |
| --------------- | -------- |
| All Music Guide | link     |